# Pinzgauer (véhicule)
Pour les articles homonymes, voir Pinzgauer (homonymie).
Le Pinzgauer est un véhicule tout-terrain de la marque Steyr-Puch. Son nom a été choisi par analogie avec la robuste race de chevaux de trait autrichiens, les Pinzgauer.

## Description
Le Pinzgauer est un véhicule conçu pour la pratique du tout-terrain. Son moteur est à l'avant, il ne possède pas de châssis proprement dit, mais une poutre centrale longitudinale, qui renferme l'arbre de transmission, et qui relie et solidarise les trains roulants. Tous les ponts, tant en 4x4 qu’en 6x6, sont de type suspendus : la suspension est à quatre ou six roues indépendantes, avec de grands débattements pour une meilleure motricité (les roues restent ainsi plus facilement en contact avec le sol, par exemple en situation de  « croisement de ponts ») ; sur les 4x4, on trouve quatre ressorts hélicoïdaux, tandis que les 6x6 utilisent des lames à l’arrière (les évolutions Heavy Duty renforcées et supportant une charge utile de 2 400 kg bénéficient de coussins d'air additionnels, pour éviter l’affaissement sous forte charge). Notons que la conception générale du Pinzgauer rappelle fortement celle de nombreux camions Tatra. La garde au sol est très importante grâce à des réducteurs entre les « demi-arbres » et les roues, qui constituent ce qui est appelé des « ponts-portiques ».
Le moteur à essence quatre cylindres est spécifique à ce véhicule ; il est disposé à l'avant en position couchée, culasses à gauche. Sa cylindrée est de 2,5 litres, sa puissance de 90 ch et il est refroidi par air et dispose de deux pompes à huile, pour une meilleure lubrification quelle que soit l’inclinaison du véhicule. À partir de 1988, il a aussi été monté des versions à moteur Diesel refroidi par liquide, à six cylindres 2,4 litres puis cinq cylindres 2,5 litres avec turbocompresseur.
La transmission est composée d'une boîte de vitesses synchronisée à cinq rapports, d'une boîte de transfert synchronisée, d'un système d’enclenchement du pont avant (y compris lorsque le véhicule est en mouvement), et les différentiels avant et arrière sont blocables par voie hydraulique. Il n’y a pas de différentiel interpont.
À l’origine, le freinage s’effectuait par quatre tambours assistés, avec un double circuit. Ce système fut ensuite remplacé par quatre disques, accompagnés d’un dispositif antiblocage.

## Histoire
Le Pinzgauer a été conçu dès 1968 par les bureaux d'études Steyr-Puch et apparu en 1971. Il a été fabriqué en Autriche à destination des armées de nombreux pays du monde, notamment les armées autrichienne et suisse. Il est, en 2007, toujours fabriqué sous licence au Royaume-Uni par « Automotive Technik Ltd ».

## Modèles
Le Pinzgauer a été fabriqué en versions 4×4 et 6×6.
La masse totale en charge est de 2 950 kg pour le 4×4 type 710 et de 4 000 kg pour le 6×6 type 712. Des versions plus lourdes ont été produites ultérieurement.
Le modèle 6x6 type 712M, dans sa version militaire, a une masse totale en charge de 4 000 kg. Toutefois, il est possible de le faire homologuer en France avec une masse totale en charge de 3 500 kg, ce qui en fait alors l'un des seuls véhicules à trois essieux pouvant être conduits avec un permis de conduire français de type B (véhicule léger). La société MAM Strager qui était l'importateur en France des types 710 et 712 avait à l'époque homologué le 712 en véhicule léger de 3 500 kg de PTC.
- Modèle Essence 4×4 :
  - 710 M (4×4 bâché)
  - 710 K (4×4 tôlé 5 portes)
  - 710 T (4×4 plateau)

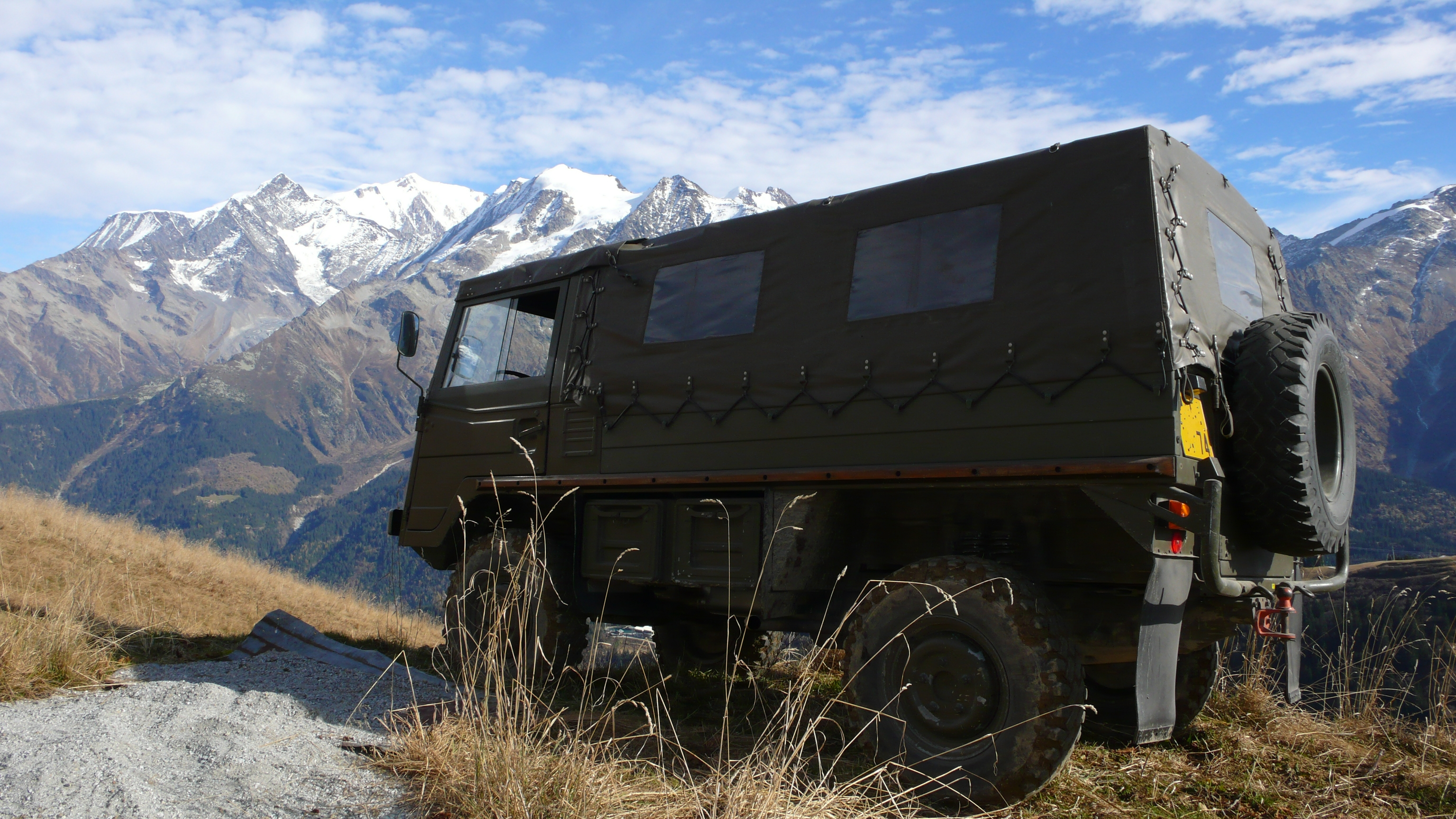
Un Pinzgauer 710M : Essence 4x4.

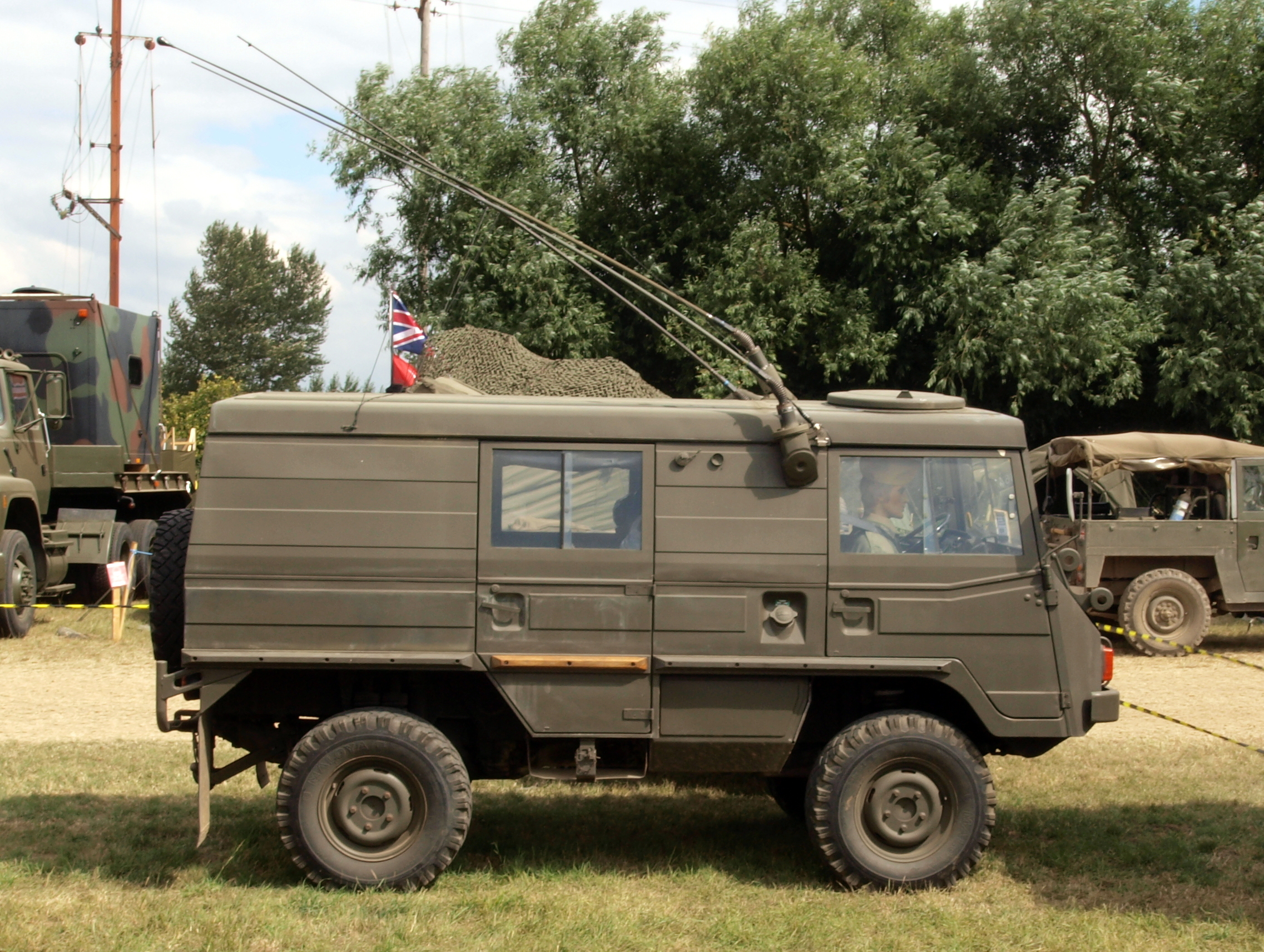
Un Pinzgauer 710 K : essence 4x4, ancien véhicule de l'armée suisse.

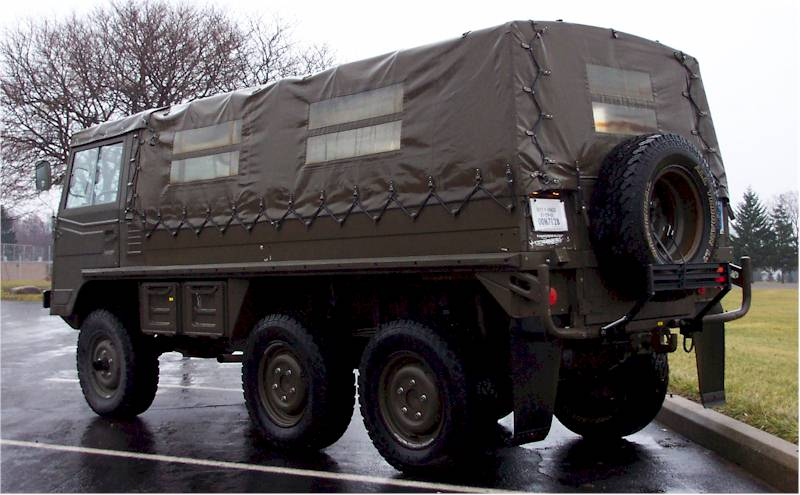
Un Pinzgauer 712M : Essence 6x6.

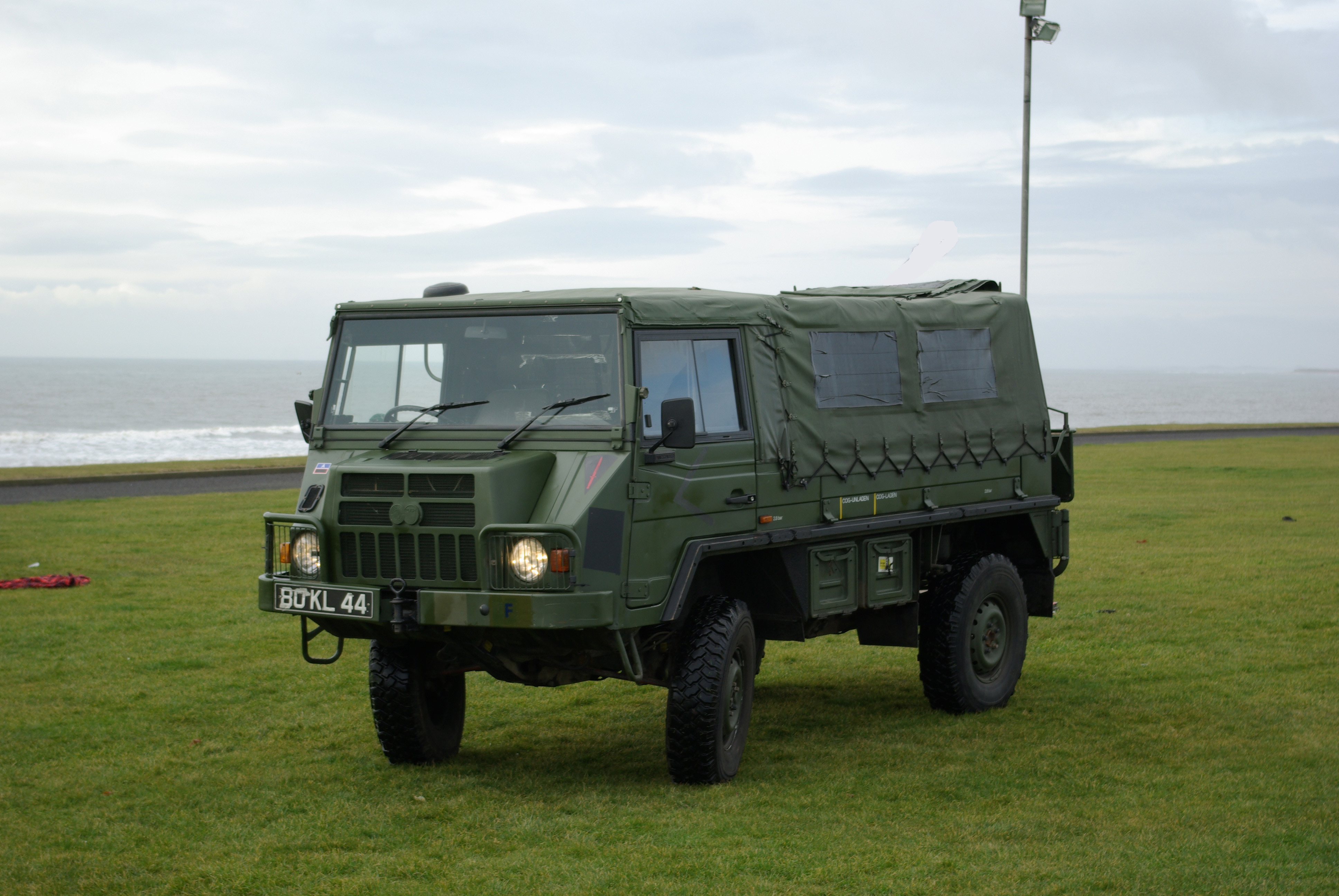
Un Pinzgauer 716M : Diesel 4x4.

  - 710 SAN-Y (4×4 ambulance tôlé 3 portes)
  - 710 SAN-S (4×4 ambulance avec shelter)

- Modèle Essence 6×6 :
  - 712 M (6×6 bâché)
  - 712 K (6×6 tôlé 5 portes)
  - 712 SAN-S (6×6 sanitaire avec shelter)
  - 712 W (6×6 work avec shelter)
  - 712 T (6×6 Plateau)

- Modèle Diesel 4×4 :
  - 716 M (4×4 baché)
  - 716 K (4×4 TD tôlé)
  - 716 AMB (4×4 ambulance)

- Modèle Diesel 6×6 :
  - 718 T (6×6 châssis cabine)
  - 718 M (6×6 bâché)
  - 718 k (6×6 tôlé)
  - 718 AMB (6×6 ambulance)
  - 718 FW (incendie)

Caractéristiques Techniques 710M / 712M : (spécifications Armée Suisse, 1re série)
- Vitesse : 105 km/h
- Masse à vide : 1 950 kg / 2 300 kg
- Charge utile : 1 000 kg / 1 700 kg
- Masse plein chargé : 2 950 kg / 4 000 kg
- Longueur : 4,175 m / 4,955 m
- Largeur : 1,76 m / idem
- Hauteur : 2,085 m  / idem
- Empattement : 2,20 m / 2,00 m + 0,98 m entre les deux essieux de l'arrière.
- Garde au sol sous les différentiels : 335 mm (en charge)[11]
- Diamètre braquage : 9,50 m (11,50 m pour le 6x6 type 712)
- Longueur espace de chargement : 2,10 m / ?
- Largeur espace de chargement (avec banc) : 1,59 m (0,80 m) / idem
- Hauteur espace de chargement (avec banc) : 1,07 m (0,80 m) / idem
- Surface de chargement du sol : 1,02 m (0,71 m) / ?
- Hauteur ridelles : 0,36 m
- Places assises avant : 2
- Places assises total : 10
- Puissance : 90 DIN-PS/CV
- Régime de puissance maximum : 4 000 tr/min.
- Cylindrée : 2 499 cm3
- Cylindres :  4 en ligne, 8 soupapes en tête
- Réservoir huile : 6 l
- Carburant : essence
- Consommation au 100 km : 15 l (18 l pour le 6x6 type 712)
- Consommation horaire en tout-terrain : 6 à 10 l (8 à 10 pour le 6x6 type 712)

NB : les versions Diesel produites ultérieurement sont plus longues, plus larges, plus lourdes… et donc moins maniables, mais avec un plus grand volume utile et une capacité de chargement supérieure.
- Type de moteur : Puch
- Rapport total : 1:6.45
- Châssis : à poutre centrale
- Alésage : 92 mm
- Course : 94 mm
- Suspensions : roues indépendantes, avec ressorts à boudin
- Amortisseurs : hydrauliques télescopiques
- Freins : hydrauliques à tambours servo-assistés
- Frein de secours : mécanique sur la transmission
- Lubrification : forcée avec pompe, carter sec, avec radiateur
- Refroidissement : air forcé
- Jantes: 6.50 x 16
- Pneus : 245 x 16
- Type de boite de vitesses : mécanique à 5 vitesses + m.a. + réducteur
- Carburateurs : 2 Zenith 36NDIX. / 2 corps /

## Utilisateurs militaires
- Arabie saoudite
- Argentine
- Autriche
- Bolivie
- Chypre

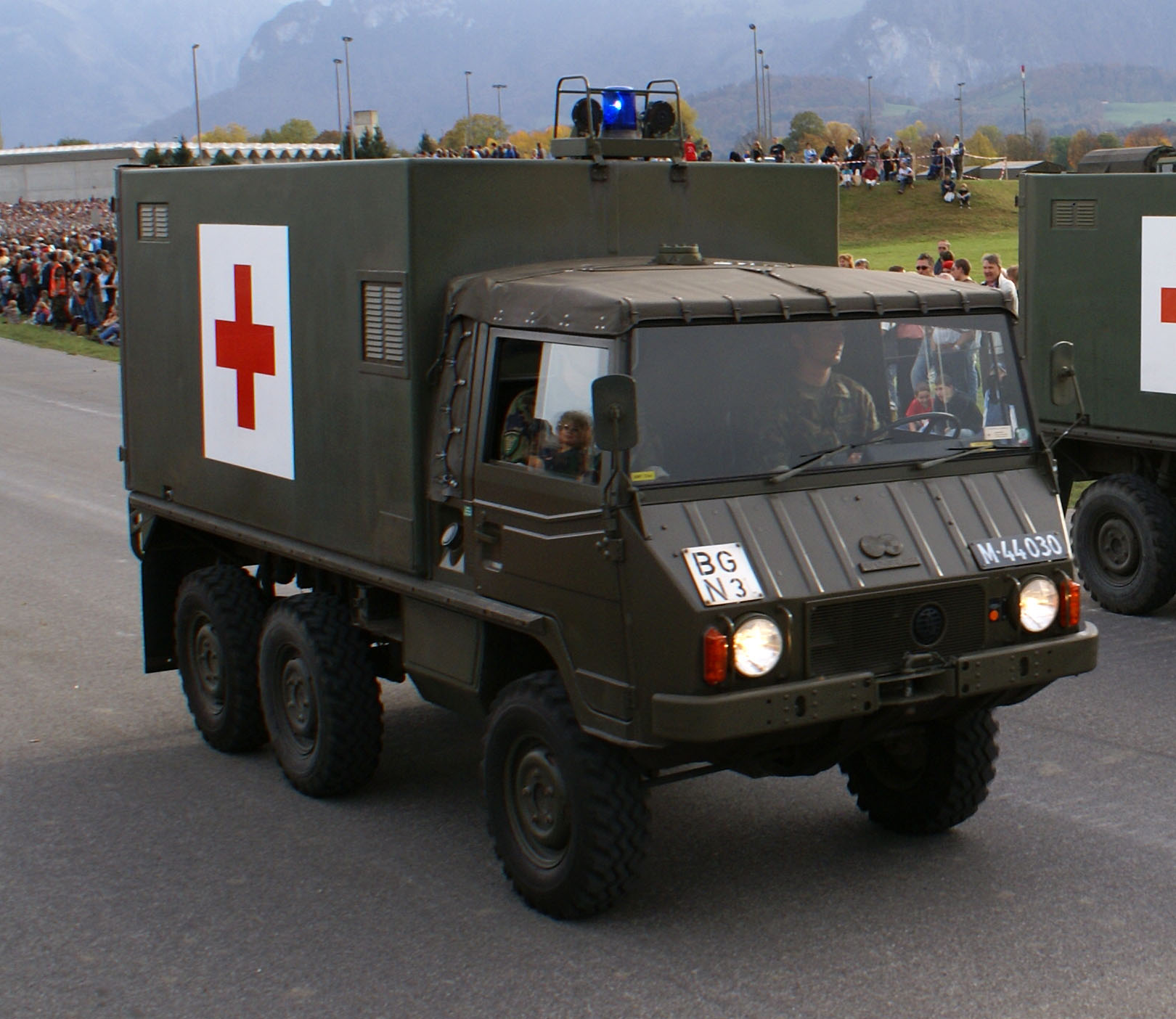
Pinz sanitaire de l'armée suisse.

- États-Unis: utilisé par la Delta Force[12].
- Ghana
- Lituanie
- Macédoine
- Malaisie: 168 Pinzgauer 716M P90 4x4 comme tracteur de canons et 164 Pinzgauer 718M P90 6x6 comme plate-forme de mortier, en remplacement des Volvo C303 (en) et C304.
- Nouvelle-Zélande: 321 Pinzgauer 716 MK en 8 versions, Light Operational Vehicle (LOV)
- Royaume-Uni: 400 Pinzgauer 716 MK 6×6 Vector PPV (Protected Patrol Vehicle) fabriqué par BAE Mobility & Protection Systems
- Serbie
- Slovénie
- Suisse
  - 4400 Steyr Puch Pinzgauer 710 4x4[13] en plusieurs versions: 
    - Bâché 710 M en versions véhicule de transport (2+12 passagers, une version chasse-neige) et véhicule radio
    - Tôlé 5 portes 710 K en versions véhicule de commandement et véhicule radio caisson (4 versions). En service à partir de 1971.

  - 1240 Steyr Puch Pinzgauer 712 6×6[14] en plusieurs versions:
    - Bâché 712 M (véhicule de transport, 2+12 passagers)
    - Avec schelter 712K? (véhicule de réparation) / sanitaire avec shelter 712 SAN-S (300 véhicules sanitaires acquis dans les années 1970 et 310 en 1983). En service à partir de 1973[15].
- Togo
- Ukraine
- Venezuela

## Utilisateurs civils

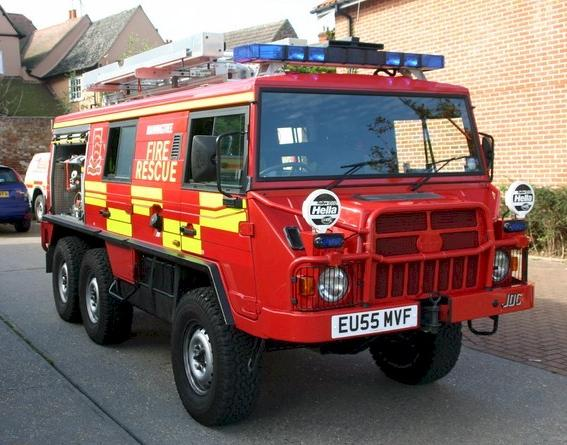
Pinzgauer 716 ou 718 tonne-pompe des services d'incendie et de secours de l'Essex en Angleterre (2007).

Le Pinzgauer est utilisé comme véhicule de pompiers notamment en Autriche, en Allemagne, en Grèce, au Royaume-Uni et en Suisse. Il est également utilisé au sein de services de secours en montagne autrichien (Österreichische Bergrettungsdiensts) et allemand (Bergwacht Bayern). En Suisse, la protection civile utilise d'anciens véhicules de l'armée.
Des Pinzgauer ont participé à des rallyes dont les premiers Paris Dakar.